# Romanești (okręg Sybin)
Romanești – wieś w Rumunii, w okręgu Sybin, w gminie Blăjel. W 2011 roku liczyła 68 mieszkańców.